# Асаріон
Асаріон (асарій) — прийнята у Греції та на Сході назва римської грошової одиниці. Назва походить від лат. aes (ас).

## Дизайн
Метрологічно та за технікою виготовлення вона подібна до окремих випусків римських монет, наприклад «aes grave», тому її називають асаріоном, однак справжня її назва невідома. Карбування монет припинилося після реформи Діоклетіана, якою уніфікували грошову систему Римської імперії. Асаріон відрізнялася від аса латинської частини імперії. На завершальній стадії асаріон мав значно менший діаметр, ніж ас, але був значно товщим у порівнянні з ним. Ці заготовки нагадують заготовки тетрадрахм, які карбували на останніх стадіях їх виготовлення в римській провінції Єгипту. Вони були значно зменшені в діаметрі, а отже, і меншими за вартістю щодо оригінальних срібних тетрадрахм грецького періоду. На аверсі асаріона був зображений портрет імператора. Реверс здебільшого демонстрував місцеві мотиви. На монеті написи грецькі замість латинських.

## Асаріон у Північному Причорномор'ї
Античні держави у Північному Причорномор'ї (Херсонес Таврійський, Тіра, Ольвія, Пантікапей) у ІІ—ІІІ століттях нашої ери карбували бронзові монети номіналом 1, 2, 3 і 4 асаріони, які відповідно позначалися грецькими літерами Α, Β, Γ, Δ — асаріон, діасаріон,  триасаріон і тетрассаріон. Назва асаріон у науковій літературі також вживається для позначення литої бронзової монети Ольвії вагою до 120 грам, яку випускали у V—IV століттях до нашої ери.